# Диплатинагольмий
Диплатинагольмий — бинарное неорганическое соединение, интерметаллид
платины и гольмия
с формулой HoPt2,
кристаллы.

## Получение
- Сплавление стехиометрических количеств чистых веществ:

{\displaystyle {\mathsf {2Pt+Ho\ {\xrightarrow {1720^{o}C}}\ HoPt_{2}}}}

## Физические свойства
Диплатинагольмий образует кристаллы
кубической сингонии,
пространственная группа F d3m,
параметры ячейки a = 0,7586 нм, Z = 8,
структура типа димедьмагния MgCu2 (фаза Лавеса)
.
Соединение образуется по перитектической реакции при температуре ≈1720 °C.